# Les Trois Mousquetaires (film, 1942)
Pour les articles homonymes, voir Les Trois Mousquetaires (homonymie).
Pour plus de détails, voir Fiche technique et Distribution.
Les Trois Mousquetaires (Los Tres mosqueteros) est un film mexicain réalisé par Miguel M. Delgado en 1942 d’après le roman d’Alexandre Dumas.

## Caractéristiques
- Titre original : Los Tres mosqueteros
- Titre français : Les Trois Mousquetaires
- Réalisation : Miguel M. Delgado
- Scénario : Jaime Salvador d'après le roman d'Alexandre Dumas père
- Pays : Mexique
- Langue : Espagnol
- Format : Noir et Blanc - 35 mm - 1,37:1 - son Monophonique
- Durée : 136 minutes
- Genre : Aventure / Comédie

## Distribution
- Cantinflas : Cantinflas / D'Artagnan
- Ángel Garasa (es) : Ricardo / Cardinal de Richelieu
- Janet Alcoriza (en) : Milady de Winter
- Consuelo Frank : Mimí / Anne d'Autriche
- Pituka de Foronda (es) : Constance Bonacieux
- Andrés Soler : Athos
- Julio Villarreal : Louis XIII
- Jorge Reyes (en) : Duc de Buckingham
- Estanislao Schillinsky (en) : Aramis
- José Elías Moreno (en) : Porthos
- Rafael Icardo : Commissaire / M. de Tréville
- Antonio Bravo (en) : Rocha / Rochefort
- María Calvo : Estefanía, femme de chambre
- José Arjona
- Salvador Quiroz (en) : aubergiste
- Miguel Inclán : capitaine de la garde du cardinal
- Alfonso Bedoya : gorille au cabaret
- Roberto Cañedo (es) : jeune homme dans la foule (non crédité)
- Manuel Dondé (en) : capitaine de navire (non crédité)
- Edmundo Espino (en) : père de D'Artagnan (non crédité)
- Raúl Guerrero (non crédité)

## Distinctions
Le film a été présenté en sélection officielle en compétition au Festival de Cannes 1946.